# Membruggen
Membruggen (en Limburguès Mummerke) és un nucli del municipi de Riemst a la província de Limburg a Bèlgica, regat pel Molenbeek, un afluent del Dèmer. El 2006 tenia uns 804 habitants.
Es troba al costat de l'antiga via romana Tongeren-Nimega i s'han trobat artefactes gal·loromans i restes d'una vil·la. El primer esment escrit data de 1365 quan era un feu del comtat de Loon passà al principat de Lieja. El 1766 el comte i prebost del captítol de Lieja de Borchgrave adquirí els drets feudals.
Després del 1794, durant l'ocupació francesa el poble va esdevenir un municipi. El 1815 va ser atorgat al Regne Unit dels Països Baixos i el 1830 a Bèlgica. El 1971 va integrar-se en una entitat nova anomenada Elderen, resultat de la fusió de Ketsingen, Genoelselderen i 's Herenelderen. Ja el 1977 aquest fusió va desfer-se i el poble passà a Riemst.

## Economia
El poble és un nucli agrícola i residencial a Haspengouw. Des del 1910 compta amb una fàbrica de maons, que aprofiten l'argila rica en calç omnipresent.

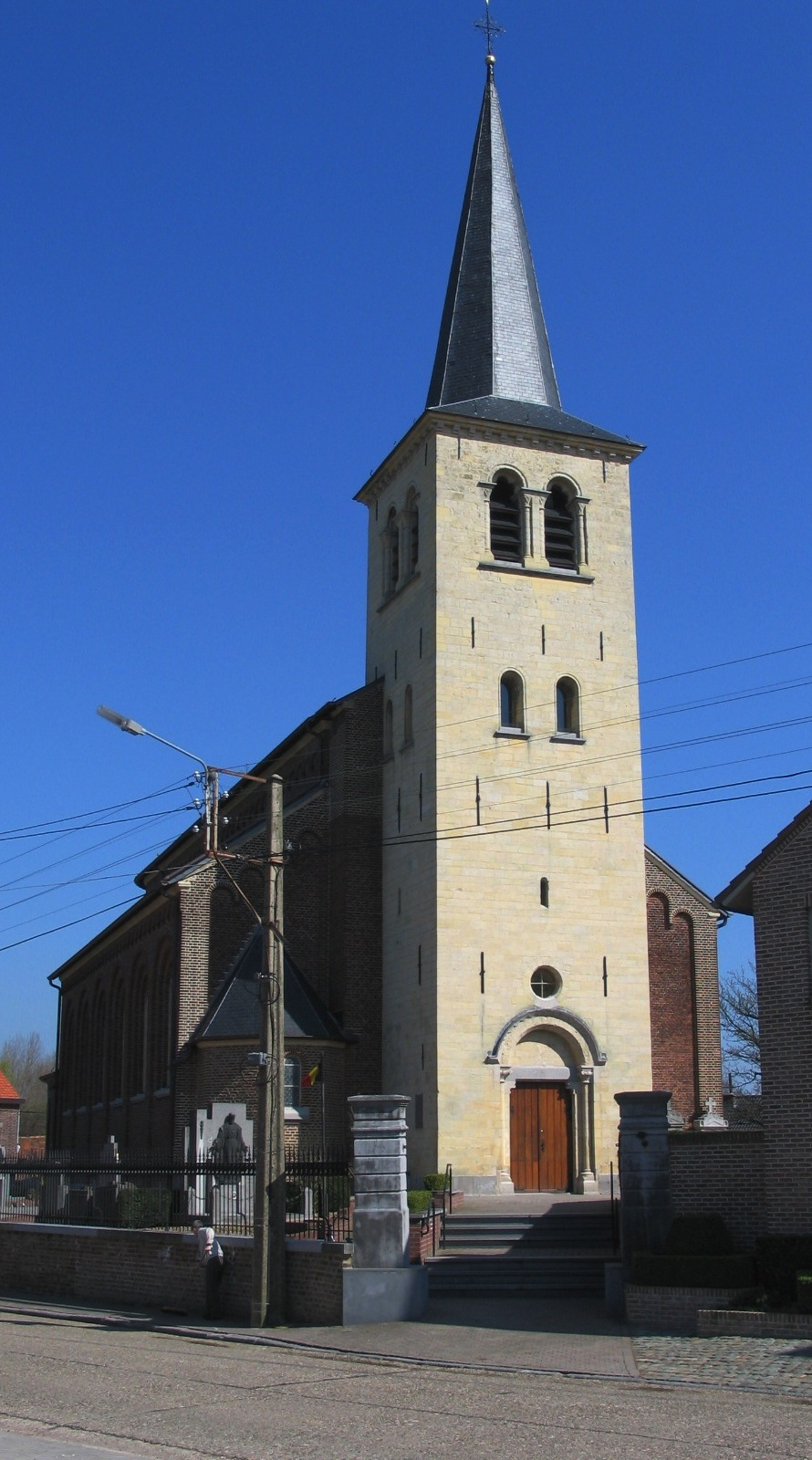
Església d'Hubert
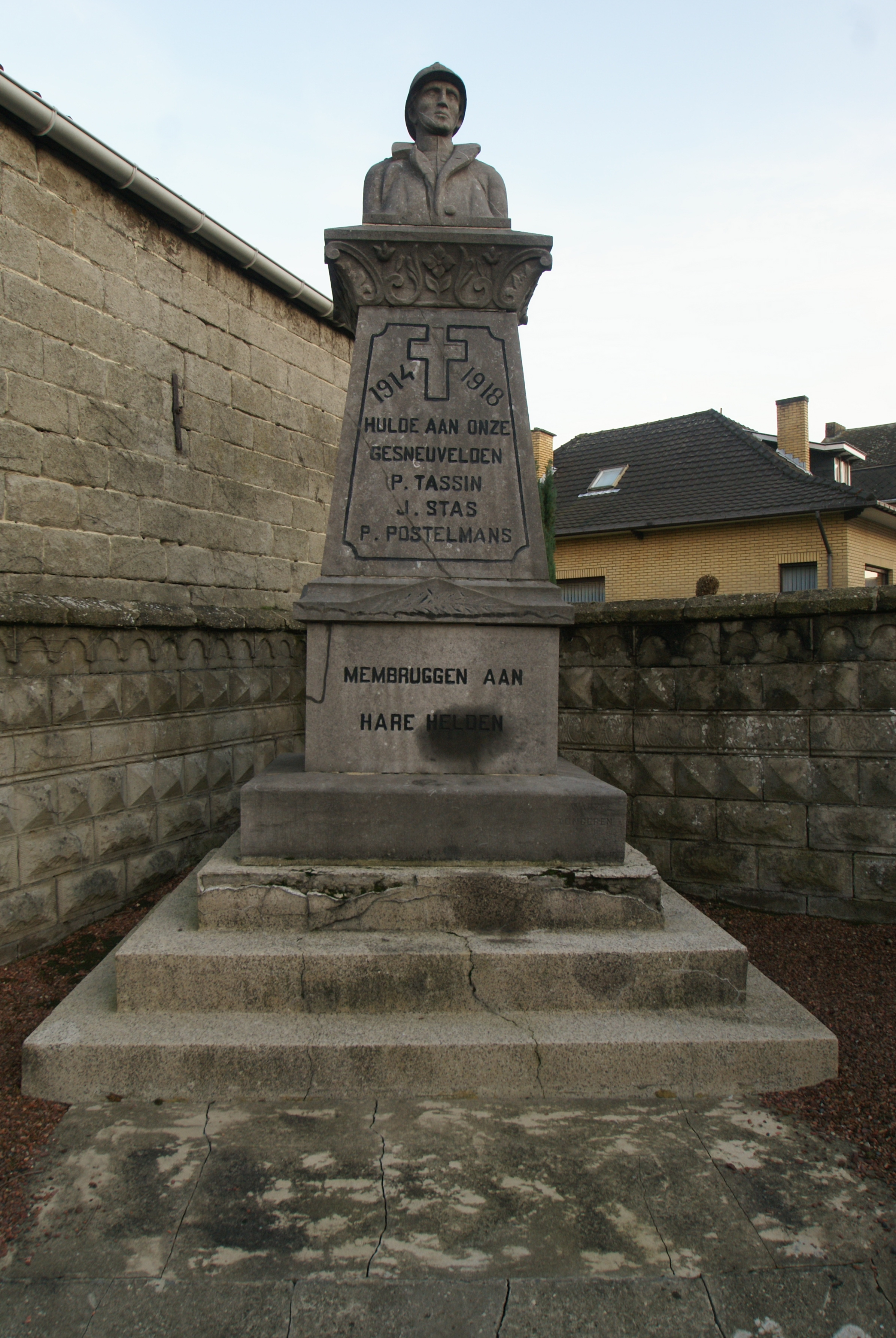
Monument a les víctimes de la primera guerra mundial
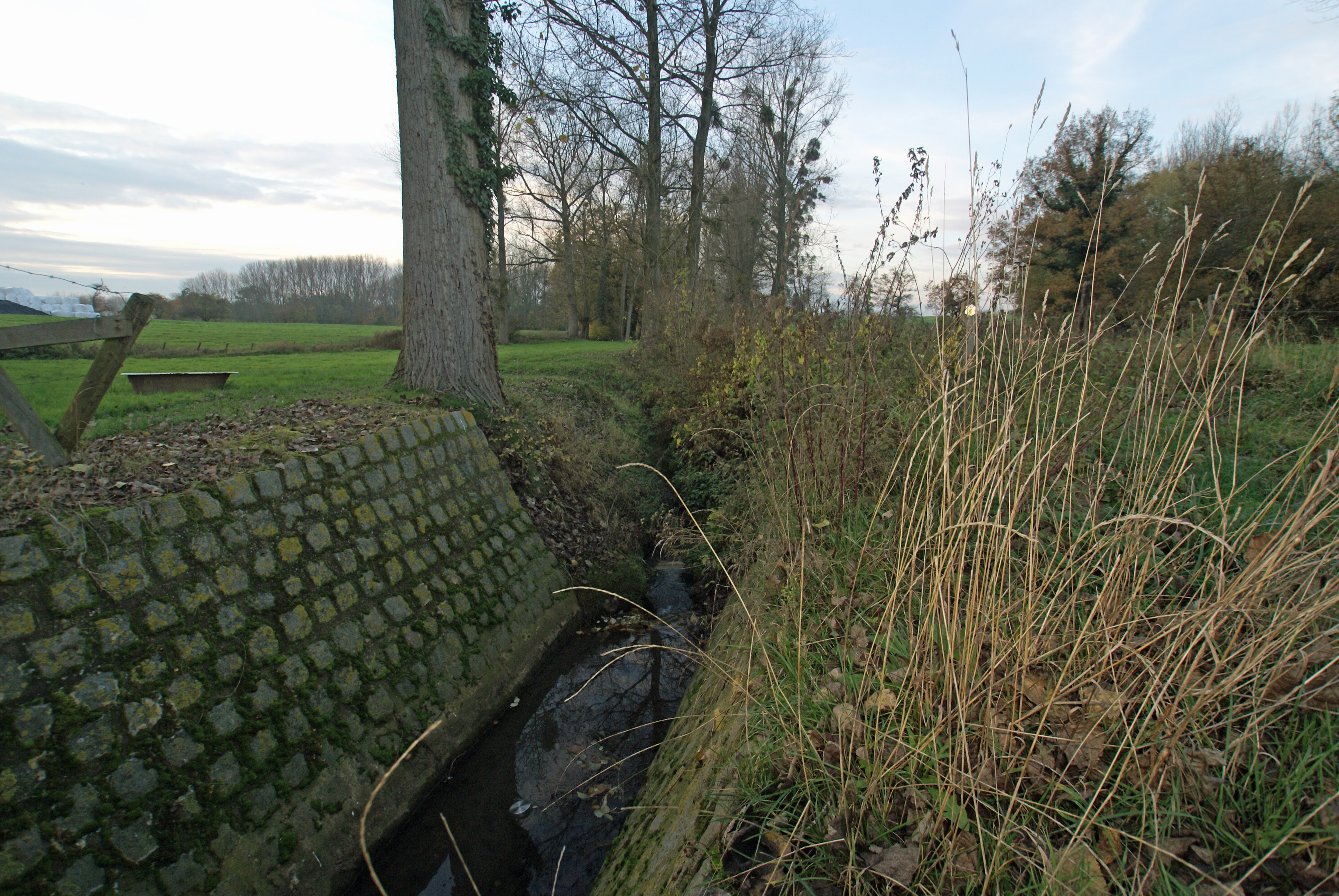
El rierol del Molenbeek
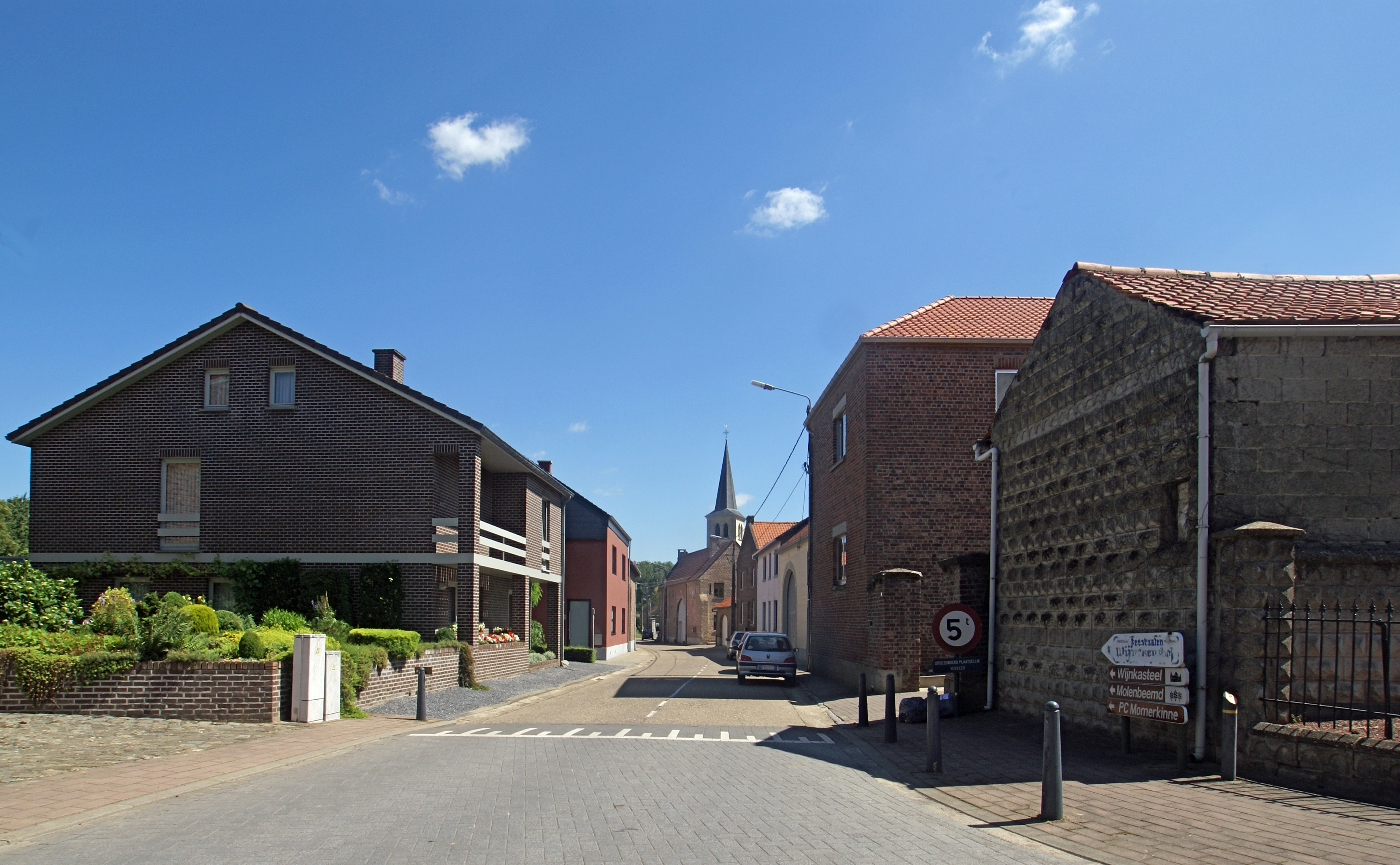
Panorama del carrer Zagerijstraat

## Lloc d'interès
- Els prats humits a prop de la font del Molenbeek